# خوان مارید
خوان مارید (انگلیسی: Juan Maraude؛ زادهٔ ۱۱ ژانویهٔ ۱۹۸۱) بازیکن فوتبال اهل آرژانتین است.